# Weimper István
Weimper István (Budapest, 1953. augusztus 27. –) válogatott labdarúgó, csatár.

## Pályafutása

### Klubcsapatban
14 évesen a soroksári VM Egyetértésben kezdte a labdarúgást és itt lett élvonalbeli labdarúgó is. Miután a klub megszűnt, a Honvéd csatára lett, ahol egy bajnokságot és két ezüstérmet nyert a csapattal. 1980-ban egy évre Dunaújvárosba szerződött, majd 1984-ig Tatabányán játszott, ahol egy bajnoki bronzérmet szerzett.
1984-ben rövid ideig a görög Arisz Szaloniki együttesét erősíti, majd hazatér és Győrben folytatja karrierjét, ahol egy bajnoki ezüst- és bronzérmet ért el a csapattal. Összesen 367 magyar bajnoki mérkőzésen szerepelt és 138 gólt szerzett. Az aktív labdarúgást a Ráckeve csapatában fejezte be.

### A válogatottban
1976 és 1979 között a magyar válogatottban hat alkalommal szerepelt. 1979 és 1980 között négyszeres olimpia válogatott és egy gól szerzője volt.

## Sikerei, díjai
- Magyar bajnokság
  - bajnok: 1979–80
  - 2.: 1974–75, 1977–78, 1984–85
  - 3.: 1981–82, 1985–86
- UEFA-kupa
  - negyeddöntős: 1978–79
- Közép-európai Kupa (KK)
  - 2.: 1975, 1978

## Statisztika

### Mérkőzései a válogatottban
| Magyarország | Magyarország      | Magyarország                   | Magyarország  | Magyarország | Magyarország     | Magyarország       | Magyarország | Magyarország |
| #            | Dátum             | Helyszín                       | Hazai         | Eredmény     | Vendég           | Kiírás             | Gólok        | Esemény      |
| ------------ | ----------------- | ------------------------------ | ------------- | ------------ | ---------------- | ------------------ | ------------ | ------------ |
| 1.           | 1976. március 27. | Budapest, Népstadion           | Magyarország  | 2 – 0        | Argentína        | barátságos         | -            |              |
| 2.           | 1976. április 17. | Banja Luka                     | Jugoszlávia   | 0 – 0        | Magyarország     | barátságos         | -            | 62'          |
| 3.           | 1977. február 22. | Puebla                         | Mexikó        | 1 – 1        | Magyarország     | barátságos         | -            | 86'          |
| 4.           | 1977. március 15. | Teherán                        | Irán          | 0 – 2        | Magyarország     | barátságos         | -            | 75'          |
|              | 1979. május 30.   | Miskolc-Diósgyőr, DVTK-stadion | Magyarország  | 3 – 0        | Románia          | olimpiai selejtező | -            |              |
| 5.           | 1979. október 17. | Debrecen, Nagyerdei stadion    | Magyarország  | 3 – 1        | Finnország       | Eb-selejtező       | -            |              |
| 6.           | 1979. október 26. | Budapest, Népstadion           | Magyarország  | 0 – 2        | Egyesült Államok | barátságos         | -            | 55'          |
|              | 1979. október 31. | Wrocław                        | Lengyelország | 1 – 0        | Magyarország     | olimpiai selejtező | -            |              |
|              | Összesen          |                                |               | 6            | mérkőzés         |                    | 0            | gól          |